# Black Belt
Pour les articles homonymes, voir Black Belt (homonymie).
 (avril 2010).
Si vous disposez d'ouvrages ou d'articles de référence ou si vous connaissez des sites web de qualité traitant du thème abordé ici, merci de compléter l'article en donnant les références utiles à sa vérifiabilité et en les liant à la section « Notes et références ».

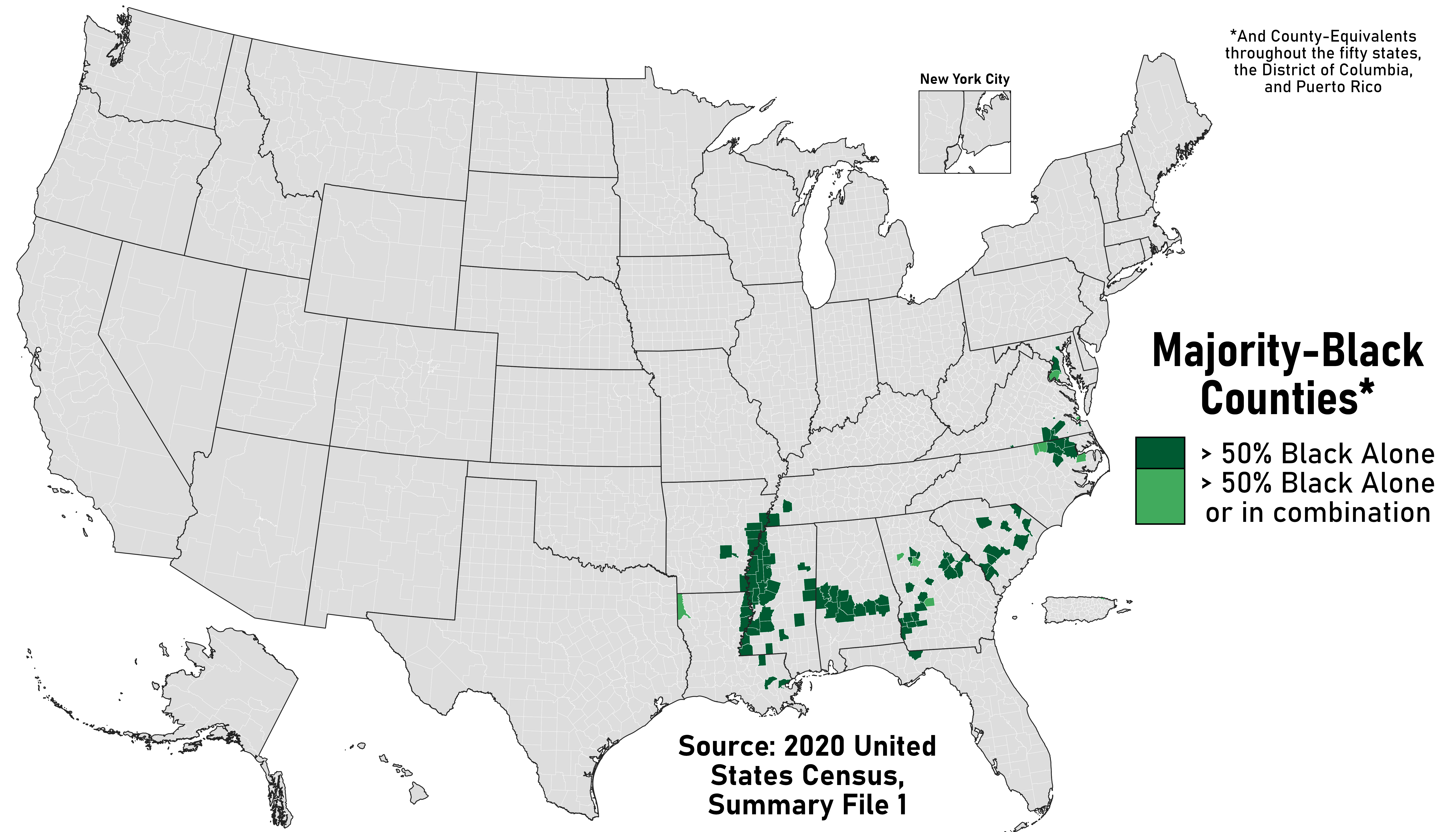
Comtés dont plus de la moitié de la population est noire en 2020 aux États-Unis.

La Black Belt (en français : « ceinture noire ») est une zone géographique en forme de croissant aux États-Unis dans laquelle vivent un pourcentage élevé des Afro-Américains. Il s'agit d'environ 600 comtés dans le Sud des États-Unis qui forment une sorte de ceinture dans treize États : l'Alabama, l'Arkansas, la Floride, la Géorgie, le Kentucky, la Louisiane, le Maryland, le Mississippi, la Caroline du Nord, la Caroline du Sud, le Tennessee, le Texas, et la Virginie.
La région tire son nom à la fois de son sol très fertile, coïncidant avec les champs de coton et de tabac où l'esclavage était généralisé au dix-neuvième siècle. Après 1945, avec la mécanisation du travail agricole, la grande migration afro-américaine voit partir de nombreuses personnes noires vers le Midwest et la côte Ouest. Le terme s'applique alors aux comtés où vivent plus de 25 % ou plus de 50 % de Noirs, en fonction des définitions adoptées.
Ces comtés se caractérisent par le déclin rural et des faiblesses du système d'éducation. Ils souffrent également de problèmes sociaux très aigus tels que pauvreté, mauvaise santé, logement inférieur et chômage. Si ces caractéristiques s'appliquent surtout aux noirs dans ces comtés, ils n'épargnent guère les blancs de la région.

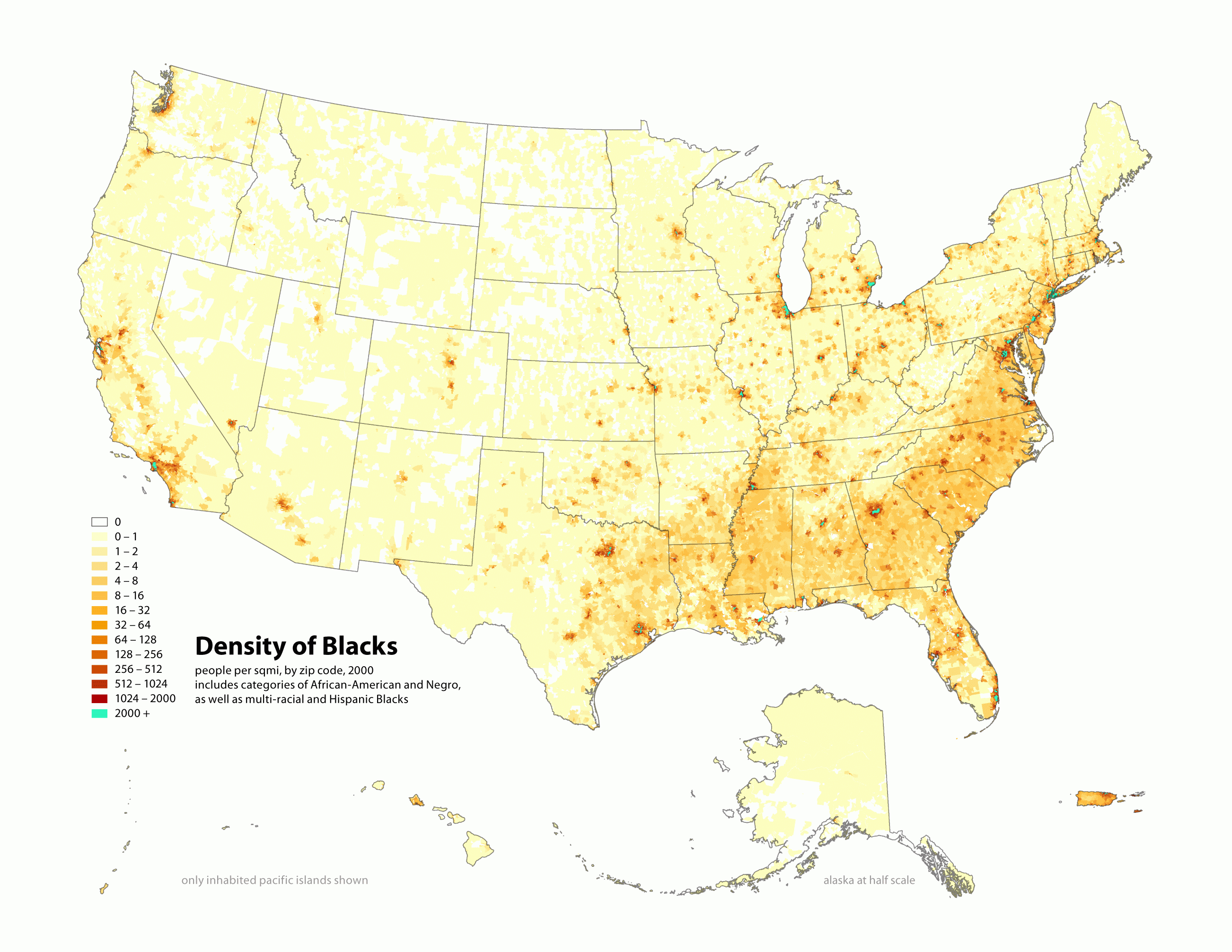
Densité de population noire par comté, selon le recensement de 2000.

## Histoire
Jusqu'à la guerre civile, la Black Belt fut une zone agricole importante où l'on cultivait le coton, utilisant le système de plantations et d'esclavage. L'abolition de ce dernier, l'érosion des sols et la propagation du charançon du cotonnier mirent fin au règne du coton comme culture majeure dans la région. Une grande partie de la black belt reste malgré tout rurale, vivant des cultures de la cacahuète et du soja. Après la guerre civile et la fin de la reconstruction au sud, le métayage devint le rapport dominant de production. Depuis, le sud changea de façon importante sur les plans social, économique et culturel et connut un exode massif des noirs en direction du nord au début du XXe siècle.
En 1901 Booker T. Washington décrira la black belt dans son autobiographie Up from Slavery (chapitre VII) :

« On me demande souvent de définir ce qu’est la Black Belt. Pour autant que je sache, ce terme fut d’abord utilisé pour désigner une région du pays dont la terre avait une couleur caractéristique. La région du Sud dotée de cette terre dense, sombre et naturellement riche était bien sûr celle où les esclaves s’avéraient particulièrement rentables et, en conséquence, où l’on en fit venir le plus grand nombre. Plus tard, en particulier après la guerre, ce terme ne fut plus utilisé que dans un sens politique, pour désigner les comtés où la population noire était plus importante que la blanche. »

Jadis la Black Belt pouvait aussi désigner certaines zones du quartier de South Side à Chicago[citation nécessaire].

### La Black Belt, un centre de production d'automobiles japonaises
Depuis les années 1990, la part de ces États dans la construction automobile américaine a augmenté, représentant aujourd'hui près de 15 % de celle-ci, localisée en particulier dans le Tennessee, le Kentucky, l'Alabama, les Carolines du Sud et du Nord, la Géorgie, etc. Alors que les Big Three (General Motors, Ford et Chrysler) sont en effet davantage implantés dans la Manufacturing Belt, les groupes japonais (dont Toyota) ont installé des usines dans le Sud-Est, caractérisé par des salaires moins élevés, un taux de syndicalisation moindre et un dumping fiscal omniprésent.